# Chuck Person's Eccojams Vol. 1
Chuck Person's Eccojams Vol. 1 é um álbum do músico eletrônico Daniel Lopatin (também conhecido como Oneohtrix Point Never), creditado pelo pseudônimo de Chuck Person, que teve o lançamento limitado em fita cassete em agosto de 2010. O álbum é frequentemente creditado por ser pioneiro no gênero musical e estilo estético conhecido como vaporwave.
A música do álbum consiste em, nos termos de Lopatin "echo jams" (do inglês, aglomerados de eco); pedaços de áudio geralmente de micro-trechos de samples de canções pop da década de 1980 ou outras formas de música popular "desaceleradas narcoticamente" de uma forma que faz lembrar o estilo chopped and screwed. O crítico Simon Reynolds tem caracterizado estes trabalhos como "relativos a memória cultural e o utopismo enterrado dentro das comodidades capitalistas especialmente àquelas relacionadas com a tecnologia de consumo na área de computação e entretenimento de áudio e vídeo".

## Faixas
| Lado um |        |                                                                        |         |  |
| N.º     | Título | Sample utilizado                                                       | Duração |  |
| 1.      | "A1"   | "Africa" by Toto                                                       | 2:44    |  |
| 2.      | "A2"   | "Only Over You" by Fleetwood Mac                                       | 4:02    |  |
| 3.      | "A3"   | "Too Little Too Late" by JoJo e "Castles in the Sky" by Ian Van Dahl.  | 6:32    |  |
| 4.      | "A4"   | "Morphine" by Michael Jackson.                                         | 2:05    |  |
| 5.      | "A5"   | "Everybody's Been Burned" by The Byrds.                                | 3:04    |  |
| 6.      | "A6"   | "Lonely" by Janet Jackson.                                             | 3:00    |  |
| 7.      | "A7"   | "The Four Horsemen" by Aphrodite's Child.                              | 2:28    |  |
| 8.      | "A8"   | "My Love Is Waiting" by Marvin Gaye and "Hearsay" by Alexander O'Neal. | 5:13    |  |

| Lado dois |        | |         |  |
| N.º       | Título | Sample utilizado | Duração |  |
| 1.        | "B1"   | "Don't Give Up" by Peter Gabriel and Kate Bush and "Sweet Little Mystery" by John Martyn.                                                  | 4:54    |  |
| 2.        | "B2"   | "Gypsy" by Fleetwood Mac and "Love T.K.O." performed by Teddy Pendergrass.                                                                 | 4:56    |  |
| 3.        | "B3"   | "Baker Street" by Gerry Rafferty and "Separate Lives" by Phil Collins and Marilyn Martin.                                                  | 4:35    |  |
| 4.        | "B4"   | "The Lady in Red" by Chris de Burgh. | 2:19    |  |
| 5.        | "B5"   | "Me Against the World" by 2Pac. | 3:04    |  |
| 6.        | "B6"   | "These Dreams" by Heart. | 2:33    |  |
| 7.        | "B7"   | "Woman in Chains" by Tears for Fears, "Letter from Spain" by Electric Light Orchestra, and "Catch and Don't Look Back" by Womack & Womack. | 4:27    |  |